# Vlaamse Opera

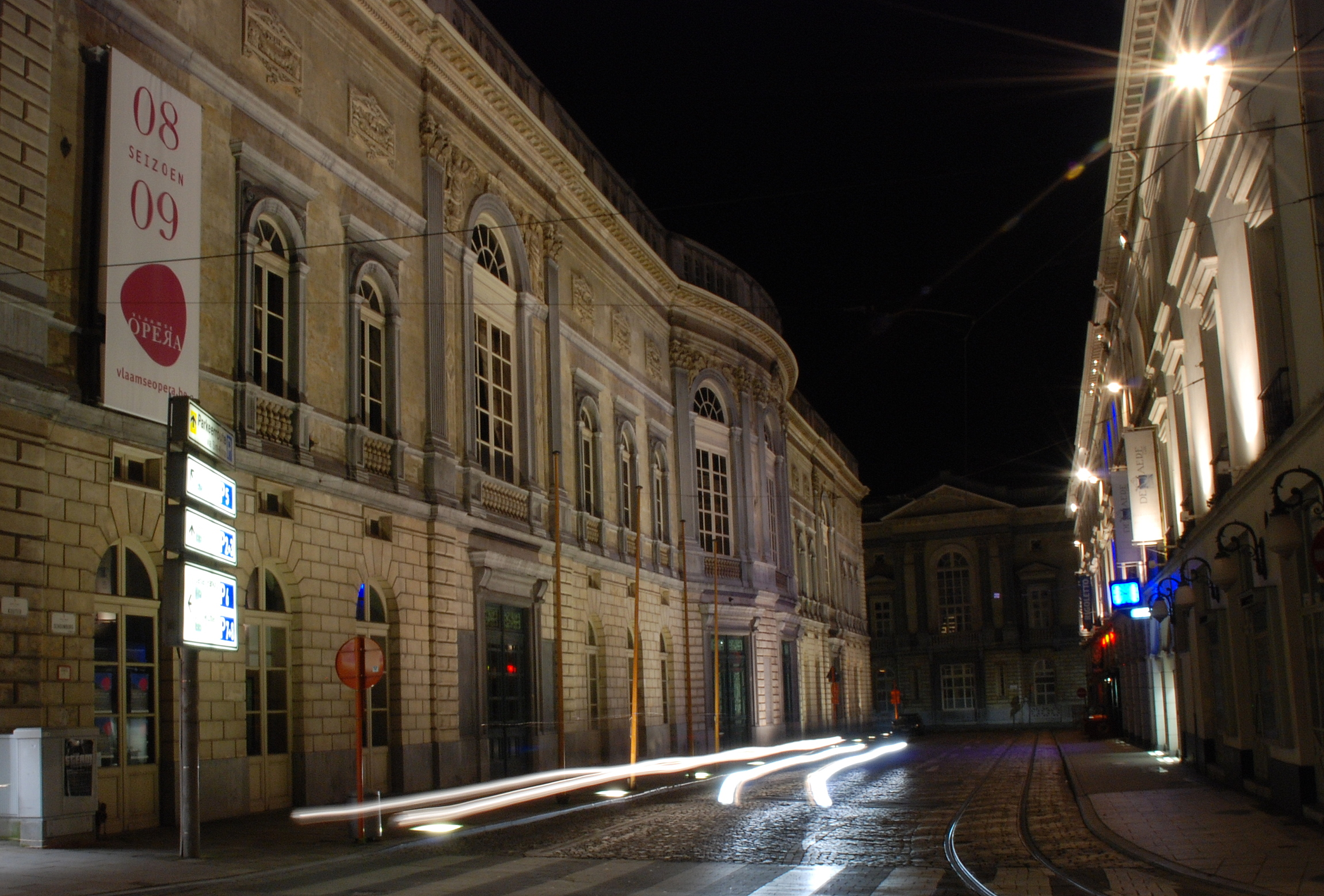
Opera Flamenca de Gante.

Der Vlaamse Opera (Opera Flamenca) es una compañía de ópera en Bélgica que funciona en las ciudades de Amberes y Gante: Vlaamse Opera Antwerpen y Vlaamse Opera Ghent compartiendo orquesta, coro y equipo técnico. Creada en 1981, la fusión se realizó en 1988.
El edificio de la Opera de Amberes fue encargado en 1899 e inaugurado en 1907, diseñada por Alexis Van Mechelen y E. Van Averbeke en estilo neobarroco con decoraciones estilo Luis XVI. Tiene capacidad para 1006 espectadores. 
El edificio de la Opera de Gante fue terminado en 1840, posee un auditorio y tres grandes salones que son usados para conferencias y banquetes, el Foyer, el Redoute y el Lully. Su monumental arquitectura francesa conduce al auditorio principal donde se escenifican óperas, ballets, conciertos y congresos. Diseñado por Louis Roelandt tiene una forma de «L» elongada y fue decorada por los renombrados decoradores parisinos de la época: Humanité-René Philastre y Charles-Antoine Cambon. La capacidad original de la sala del siglo XIX fue reducida a 965 durante las últimas renovaciones para permitir mejor visibilidad. La araña del teatro mide 3 x 4,5 metros y tiene 84 lámparas rodeada por una cúpula con efectos trompe l'oeil pintada por Philastre y Cambon.